# 룸바

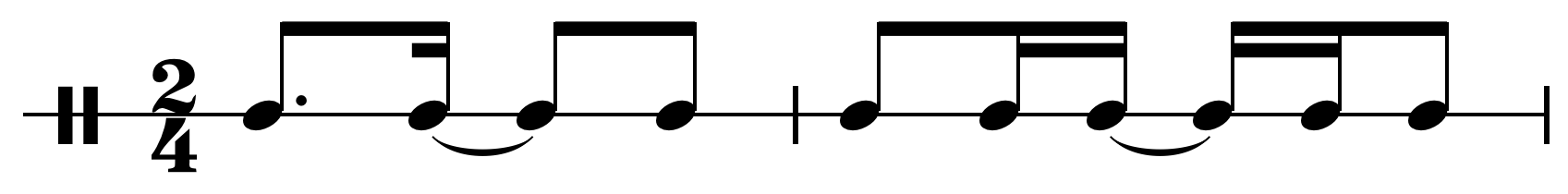
룸바 리듬.

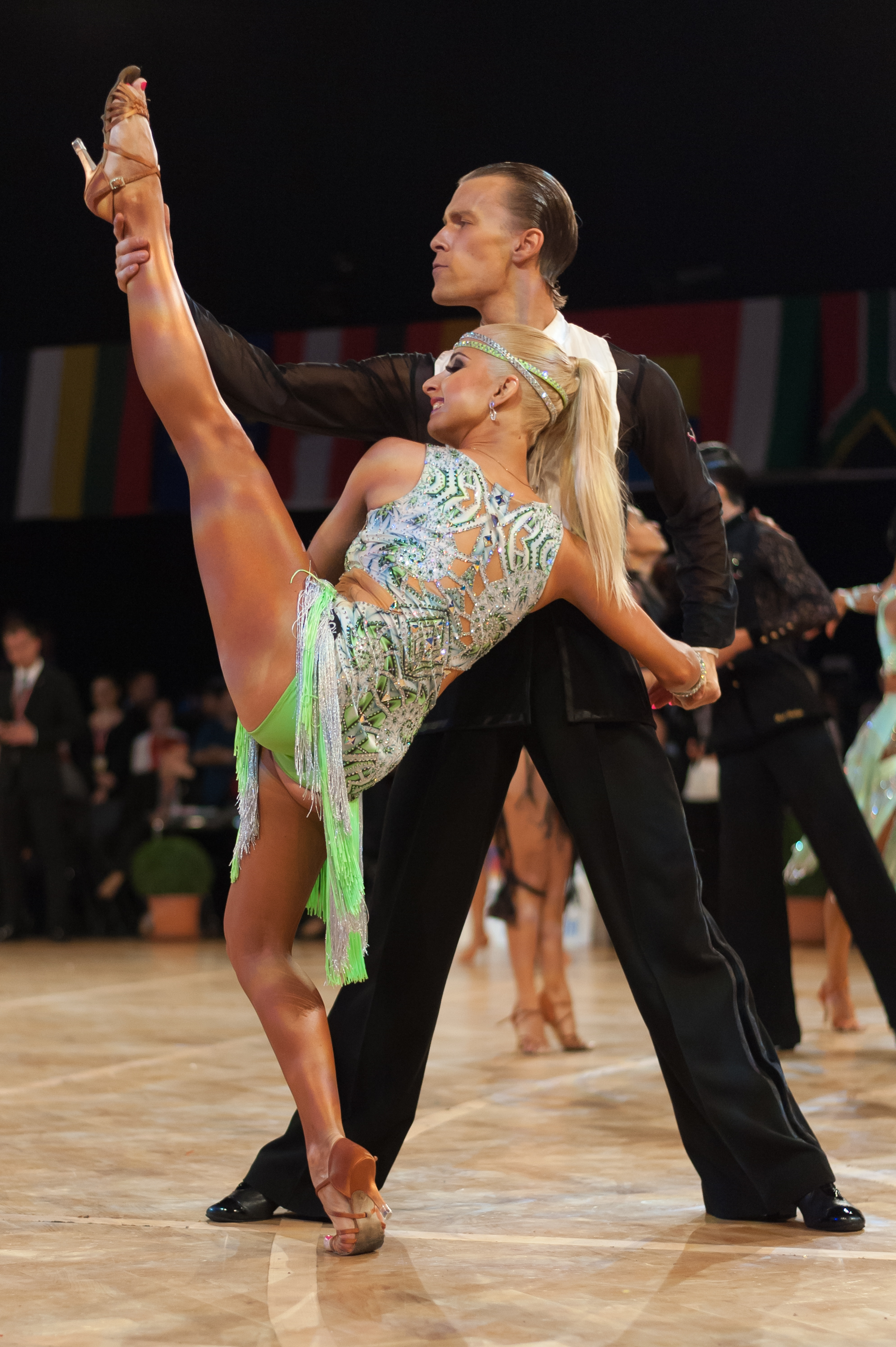
룸바

룸바(Rumba)는 라틴 음악의 하나이다. 쿠바 원산의 댄스 리듬이다. 다만 쿠바에서 말하는 룸바와 쿠바 이외의 지역(미국, 유럽, 동양)에서 말하는 룸바와는 근본적으로 다르다.  쿠바에서 룸바라고 하는 것은 매우 원시적인 흑인계의 리듬으로서, 대부분이 아프리카 음악 그대로의 느낌이다.   구미에서의 룸바는 쿠바의 손이라고 하는 리듬을 변형하여 만든 사교댄스의 리듬이며, 1930년에 <땅콩 장수>가 히트한 것을 계기로 하여 약 10년간 세계의 무도장에서 유행하였다.